# Chronik vom Petersberg
Die Chronik vom Petersberg (eigentlich Chronik vom Lauterberg, lateinisch Chronicon Montis Sereni) ist eine Handschrift über die Geschichte des Augustiner-Chorherren-Stiftes auf dem Petersberg bei Halle von 1225/30.

## Entstehung und Verfasser
Die Chronik wurde bald nach 1225 in mittellateinischer Sprache geschrieben. Ihr Verfasser Konrad war Chorherr auf dem Petersberg, nähere Angaben zu seiner Person sind nicht überliefert.

## Inhalt
Die Chronik beschreibt die Geschichte des Augustiner-Chorherren-Stiftes von seiner Gründung durch die Wettiner im Jahre 1124 bis 1225. Dazu schildert sie viele Ereignisse, die die Wettiner und die umliegenden Territorien betrafen.

## Bewertung
Die Chronik stellt die Ereignisse oft detailliert dar und gibt dadurch sehr genaue Einblicke in die Geschehnisse. Weitere Geschichtsquellen dieser Qualität sind aus dieser Region für diese Zeit leider nicht erhalten.
Die Darstellungen scheinen im Allgemeinen die Ereignisse korrekt zu beschreiben. Offensichtliche Falschdarstellungen sind nicht ersichtlich.

## Ausgaben
Deutsch
- Wolfgang Kirsch (Hrsg., Übers., Bearb.): Chronik vom Petersberg (Cronicon Montis Sereni), nebst der Genealogie der Wettiner (Genealogia Wettinensis). Fliegenkopf, Halle 1996, ISBN 3-930195-18-6.

Lateinisch
- Chronicon Montis Sereni. In: Monumenta Germaniae historica. Scriptores Band 23, Hannover 1874, S. 130–226. (dmgh.de, Digitalisat)
- Priester Konrad, Chronik des Lauterbergs (Petersberg bei Halle/S.), Hrsg. Klaus Nass, Monumenta Germaniae Historica, Scriptores rerum Germanicarum in usum scholarum separatim editi 83, Harrassowitz 2020.[1]